# Rocas Charlotte
Rocas Charlotte är en kulle i Antarktis. Den ligger i Västantarktis. Argentina, Chile och Storbritannien gör anspråk på området.
Terrängen runt Rocas Charlotte är lite kuperad. Trakten är glest befolkad. Närmaste befolkade plats är Bernardo O'Higgins Station, 14,6 kilometer sydost om Rocas Charlotte.